# Анхель Техеда
Анхель Техеда (ісп. Ángel Tejeda, нар. 1 червня 1991, Ель-Прогресо) — гондураський футболіст, нападник клубу «Реал Еспанья».
Виступав, зокрема, за клуби «Атлетіко Колома» та «Гондурас Прогресо», а також національну збірну Гондурасу.

## Клубна кар'єра
У дорослому футболі дебютував 2012 року виступами за команду клубу «Атлетіко Колома», в якій провів два сезони. 
Своєю грою за цю команду привернув увагу представників тренерського штабу клубу «Гондурас Прогресо», до складу якого приєднався 2014 року. Відіграв за клуб з Ель-Прогресо наступні три сезони своєї ігрової кар'єри. Більшість часу, проведеного у складі «Гондурас Прогресо», був основним гравцем атакувальної ланки команди. У складі «Гондурас Прогресо» був одним з головних бомбардирів команди, маючи середню результативність на рівні 0,43 голу за гру першості.
До складу клубу «Реал Еспанья» приєднався 2017 року. Відтоді встиг відіграти за клуб із Сан-Педро-Сула 45 матчів в національному чемпіонаті.

## Виступи за збірну
У 2017 році дебютував в офіційних матчах у складі національної збірної Гондурасу.
У складі збірної був учасником розіграшу Золотого кубка КОНКАКАФ 2017 року у США.